# Dracula andreettae
Dracula andreettae  é uma espécie de orquídea epífita de crescimento cespitoso cujo gênero é proximamente relacionado às Masdevallia, parte da tribo Pleurothallidinae. Esta espécie é originária do oeste da Colômbia e nordeste do  Equador, onde habita florestas úmidas e nebulosas.
Pode ser diferenciada das espécies mais próximas por apresentar sépalas verrucosas, pintadas de púrpura; pétalas clavadas e labelo que lembra um cogumelo rugoso.